# Russudan Meipariani
Russudan Meipariani (georgisch რუსუდან მეიფარიანი; * 1975 in Tiflis, Georgische SSR, Sowjetunion) ist eine georgische Komponistin.

## Leben
Von 1994 bis 1999 studierte Russudan Meipariani Klavier bei Manana Doidschaschwili am Konservatorium in Tiflis, von 2000 bis 2004 Komposition bei Wolfgang Rihm an der Hochschule für Musik Karlsruhe und bei Lasse Thoresen an der Norwegischen Musikhochschule Oslo. 1998 gründete sie gemeinsam mit ihrer Schwester Natalie Meipariani und deren Mann Giga Khelaia das Daphioni Klaviertrio, welches mit klassischem Programm auftritt. Ebenfalls ist sie die Mitbegründerin des Freak-Folk Duos Veli Ulevi und des Jazz-Folk Trios Trio NorgeO. Ihre eigenen Kompositionen – ein „Brückenschlag zwischen archaischem Gesang und Strukturen der Minimal Musik“ – trägt sie im Russudan Meipariani Ensemble in wechselnder Besetzung vor. 2002 war sie Preisträgerin des Pamina-Kompositions Wettbewerbs und 2005 des Kompositionswettbewerbs Close Encounters. 2008 war sie Artist in Residence in der Villa Sträuli in Winterthur. 2009 gewann sie den Creole Weltmusik-Wettbewerb Südwest. Im Jahr 2018 führte eine Kollaboration mit dem Giorgi Aleksidze Tbilisi contemporary Ballet zu der interdisziplinären Aufführung Hinter den Grenzen an mehreren Spielorten in Südwestdeutschland.
Ihr Debütalbum Lieder aus einer Insel erschien 2007, das zweite Soloalbum Night Songs from an old City für präpariertes Klavier, toy piano und Stimme erschien 2019. 2020 erschienenen vier Kompositionen არ მინახავს შენი არე.. als EP, die sie für den georgischen Männerchor Ensemble Anchiskhati komponierte. Ebenfalls 2020 veröffentlichte sie gemeinsam mit Hans-Joachim Irmler die Single Sanftes Land.
Zwischen 2008 und 2019 führte das Russudan Meipairani Ensemble an verschiedenen Orten in Deutschland, der Schweiz, Italien, Belgien und Georgien das Musikmärchen Das Mädchen auf der Windwelle auf. Im Oktober 2020 wurde dieses Programm unter dem neuen Namen „Orphea‘s Journey“ als CD und Download veröffentlicht.

## Diskographie
- CD Lieder aus einer Insel
- Night Songs from an old City (Soloalbum)
- არ მინახავს შენი არე.. (EP)
- Sanftes Land (Single)
- CD Orphea's Journey